# Courcelles-sous-Thoix
Courcelles-sous-Thoix – miejscowość i gmina we Francji, w regionie Hauts-de-France, w departamencie Somma.
Według danych na rok 1990 gminę zamieszkiwały 54 osoby, a gęstość zaludnienia wynosiła 12 osób/km² (wśród 2293 gmin Pikardii Courcelles-sous-Thoix plasuje się na 943. miejscu pod względem liczby ludności, natomiast pod względem powierzchni na miejscu 923.).